# Carlo Bonacina
Carlo Bonacina (Mestrino, 20 settembre 1905 – Pergine Valsugana, 30 gennaio 2001) è stato un pittore e incisore italiano.
Esponente di rilievo della corrente di Realismo magico e del gruppo di Novecento. Importante la sua produzione pittorica ad olio, le incisioni ad acquaforte e gli affreschi religiosi in varie chiese del nord Italia ed in particolare in Trentino. Le sue opere sono esposte in vari musei e gallerie.

## La vita
Nato nel 1905 a Mestrino da padre scultore milanese e madre veneziana. Fino all'età di tredici anni vive a Milano, poi a Cremona. A sedici anni è ammesso al corso inferiore dell'Accademia di belle arti di Brera e nel 1925 consegue la maturità presso il Liceo Artistico Michelangelo Guggenheim di Venezia.
Frequenta l'Accademia di belle arti di Venezia con docenti quali Virgilio Guidi per la pittura e Emanuele Brugnoli per l'incisione.
Dal 1926 al 1929 partecipa alle mostre dei giovani artisti di Ca' Pesaro. Nel 1928 partecipa alla XVI Esposizione internazionale d'arte di Venezia nella sezione bianco e nero. Nel 1925 dipinge l'Autoritratto, nel 1926 il Ritratto della madre. Fa parte del Realismo magico ispirato dall'insegnamento di Virgilio Guidi. In quest'epoca inizia a frequentare la Val di Non e a dipingere i paesaggi rurali e montani. A Milano conosce gli artisti della Galleria Pesaro ed espone a La Permanente del 1929.
Nel 1931 Carlo Bonacina si trasferisce in Trentino sollecitato dall'amico artista Gino Pancheri, legato al Gruppo d'Avanguardia composto, tra gli altri, da Giacomo Manzù e Aligi Sassu. È di quest'epoca l'inizio di una florida produzione di opere, quali Cavalli all'abbeveratoio del 1933 e Cavalli a riposo del 1934. Nel 1934 espone alla sindacale La lavandaia del 1933. Nel periodo trascorso a Cles dal 1931 al 1948 l'artista realizza numerosi affreschi in chiese della Val di Non.

Come molti artisti tra il 1933 e il 1943 aderisce al sindacato e si dedica a temi che sono in linea con l'esaltazione dei valori della famiglia e patriottici, che si ritrovano in opere come La famiglia e La famiglia rurale.
Nel secondo dopoguerra, Bonacina si concede una maggiore libertà, facendo propria l'espressione post-cubista. Già dalla I Quadriennale nazionale d'arte di Roma del 1931 sino alla metà degli anni cinquanta partecipa assiduamente alle quadriennali romane. In particolare si segnala la partecipazione alla sesta e alla nona edizione. Nel 1958 si trasferisce a Trento dove diviene esponente del Sindacato Artisti Trentini e dove presiede per un periodo anche l'Associazione degli Artisti Cattolici (UCAI). Diventa più attivo nell'ambito della decorazione murale con la tecnica dell'affresco di edifici pubblici e religiosi in Veneto, Lombardia, Friuli-Venezia Giulia e Trentino. Dal 1953 diviene insegnante di decorazione pittorica presso l'istituto d'Arte Vittoria di Trento, sino al 1975.
Negli anni settanta la pittura e la grafica di Bonacina s'ispirano ad un'astrazione antinaturalistica di stampo geometrico, che lo caratterizzerà sino alla fine, pur non abbandonando quasi mai il richiamo al figurativo.

## Partecipazioni ad eventi nazionali ed internazionali
- 1929 Venezia, XVI Esposizione Biennale Internazionale d'Arte
- 1930 Venezia, XVII Esposizione Biennale Internazionale d'Arte
- 1931 Roma, Palazzo delle Esposizioni, Prima Quadriennale d'Arte Nazionale
- 1932 Milano, Mostra Nazionale del Bianco e Nero
- 1933 Firenze, Prima Mostra del Sindacato Nazionale Fascista di Belle Arti
- 1934 Bolzano, VII Mostra Biennale Sindacale d'Arte
- 1935 Roma, Palazzo delle Esposizioni, Seconda Quadriennale d'Arte Nazionale
- 1935 Venezia, Mostra dei Quarant'anni della Biennale
- 1936 Venezia, XX Esposizione Biennale Internazionale d'Arte
- 1938 Venezia, XXI Esposizione Biennale Internazionale d'Arte
- 1939 Atene - Budapest, Mostra dell'Incisione Italiana
- 1939 Bergamo, Mostra Nazionale del Paesaggio
- 1939 Roma, Palazzo delle Esposizioni, Terza Quadriennale d'Arte Nazionale
- 1940 Venezia, XXII Esposizione Biennale Internazionale d'Arte
- 1941 Milano, Mostra Interregionale Sindacale d'Arte
- 1942 Venezia XXIII Esposizione Biennale Internazionale d'Arte
- 1946 Bergamo I Mostra Nazionale d'Arte Sacra
- 1946 Trento, Castello del Buonconsiglio Mostra della Pittura Trentina dell'Ottocento e del Novecento
- 1947 Stoccolma, Museo Nazionale, Mostra degli Incisori Italiani
- 1948 Venezia, XXIV Biennale Internazionale d'Arte
- 1949 Bergamo, Mostra Nazionale del Paesaggio Italiano
- 1950 Trento, Galleria d'Arte Trento, Mostra Nazionale di pittura e scultura
- 1951 Novara, II Mostra Internazionale d'Arte Sacra
- 1951 Roma, Palazzo delle Esposizioni, VI Esposizione Nazionale Quadriennale d'Arte
- 1951 Venezia, II Mostra del Premio Burano
- 1951 Reggio Emilia III Mostra Nazionale del disegno e dell'incisione moderna
- 1951 Torino, Palazzo del Valentino, Esposizione Società Promotrice Belle Arti
- 1952 Trieste, I Mostra Nazionale d'Arte
- 1953 Rio de Janeiro, Mostra d'Arte Sacra per la casa
- 1953 Torino, Esposizione Nazionale di Arti Figurative
- 1954 Novara, III Mostra Internazionale d'Arte Sacra
- 1955 Roma. VII Quadriennale Nazionale d'Arte di Roma
- 1956 Bologna, II Mostra Nazionale d'Arte Sacra Contemporanea
- 1956 Milano, IX Esposizione Nazionale d'Arte di Brera
- 1956 MIlano, I Salone Incisori Italiani I.D.I.T.
- 1956 Reggio Emilia, V Mostra Nazionale del disegno e dell'incisione
- 1956 Venezia, XVIII Biennale Internazionale d'Arte
- 1957 Lubiana, Moderna Galerija, Selezione della II Biennale dell'Incisione Italiana Contemporanea
- 1958 Digione, Museo Nazionale, Incisione Veneta
- 1958 Bologna, Antoniano, Mostra Nazionale d'Arte Sacra

### Opere dell'artista a La Biennale di Venezia
Come da archivio ASAC-dati:
- "Paesaggio" (1948)
- "Passaggio a Livello" (1956)
- "Trapezio" (1956)
- "La Giostra" (1956)
- "Paesaggio Urbano"
- "La Ferriera"
- "Composizione"
- "La Famiglia Rurale"
- "Piazza S. Giacomo - Bergamo"
- "Paesaggio"
- "Due Acqueforti"
- "La Terra"
- "Maternità Rurale"
- "Fronte Agricolo"[1]

## Opere

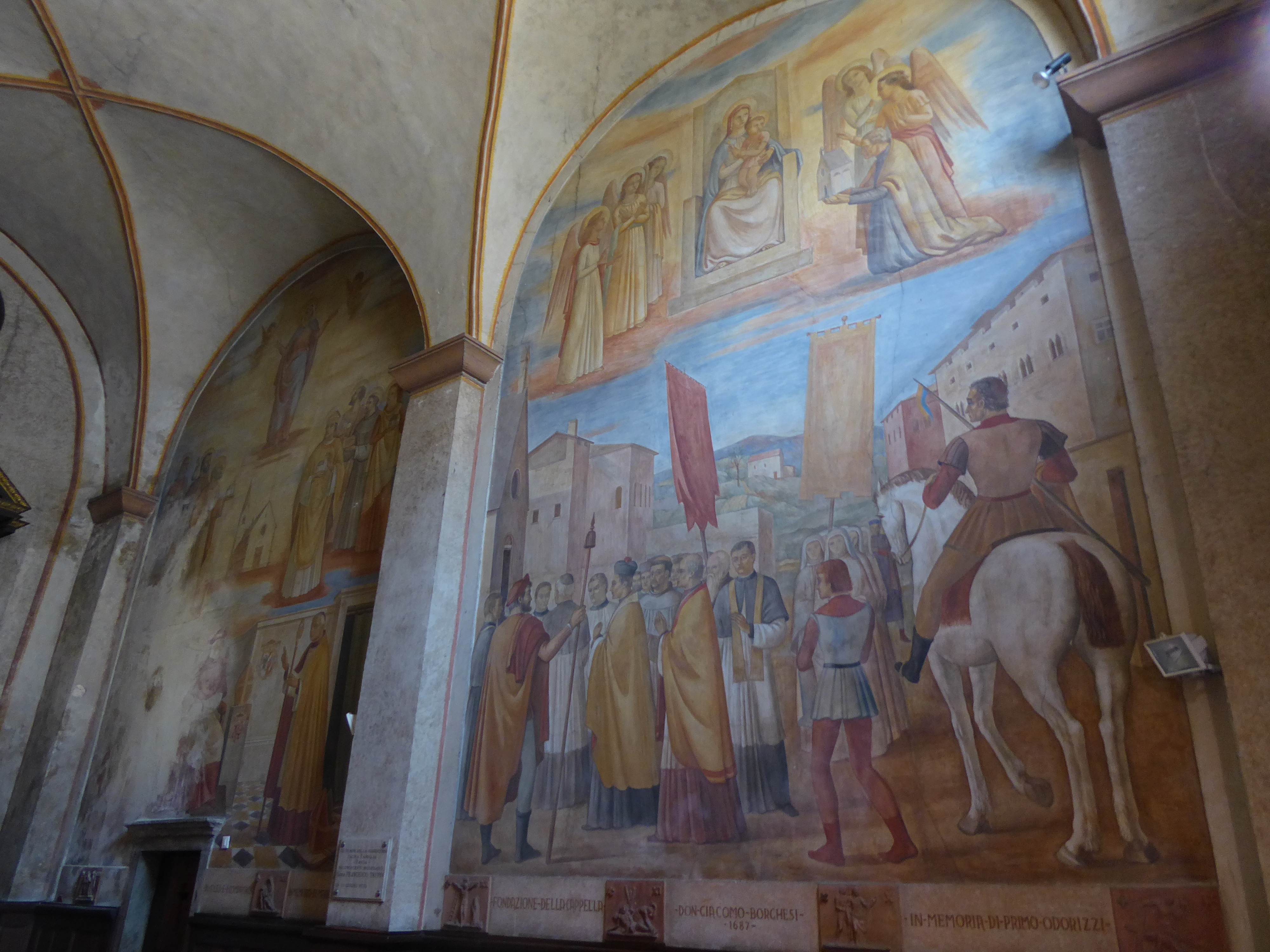
Madonna in trono tra angeli e consacrazione della chiesa, 1946, affresco, chiesa di Santa Maria delle Grazie, Cles

### Pittura
- Autoritratto, 1925;
- Meditazione, 1925;
- Ritratto della madre 1925;
- Riposo nella natura, 1926;
- Autoritratto con architettura, 1926;
- Ritratto di profilo al femminile, 1926;
- Ritratto di Paolo Springhetti, 1928;
- La stazione di Cles, 1928;
- Paesaggio di periferia, 1928;
- La ferriera, 1929-1930;
- Figura d'uomo (il bevitore) 1930;
- Le contadine, 1930;
- Deposizione, 1930;
- Ritratto in rosa, 1938;
- Ritratto del padre scultore, 1932;
- La lavandaia, 1933;
- Cavalli all'abbeveratoio, 1933;
- Le due età, 1934-1935;
- Nudo di donna, 1935;
- Fiori nello studio, 1938;
- Campagna clesiana, 1940;
- Natura morta in rosso, 1946;
- Il mattino, 1954;
- Balcone sulla valle, 1955;

### Affreschi
- San Giorgio e il drago; San Cristoforo; San Pietro, 1937, tempera su muro, chiesa dei Santi Pietro e Paolo a Casez (TN). All'interno della chiesa sono presenti altri affreschi dell'artista, tra questi la Via Crucis;[2]
- Sant'Antonio abate; San Nicola da Bari e San Vigilio; San Giorgio e il drago, 1938, abside della chiesa di Sant'Antonio a Banco (Sanzeno) (TN);[3]
- Chiesa di Santo Stefano, Cloz (TN): affreschi interni (1941);[4]
- Storie di Sant'Antonio da Padova, 1945, cappella di Sant'Antonio del Palazzo Arzberg ad Arsio (Novella) (TN). Oltre agli affreschi raffiguranti la storia del santo e la mula, realizzò la Via Crucis in china su carta;[5]
- Chiesa di Santa Maria delle Grazie, Cles (TN): affreschi su tutte le pareti (1946);[6]
- San Marco, 1946, tempera su muro, 300 cm (h), facciata della chiesa di San Marco a Mollaro (Predaia) (TN);[7][8]
- Chiesa dell'Immacolata, Ronzone (TN): affreschi interni e Via Crucis (1950);[9]
- Episodi e personaggi della Val di Non, affresco, 1954, Banca di Trento e Bolzano, Cles (TN);
- Incontro di prelati al Concilio di Trento, chiesa di San Carlo Borromeo, Molveno (TN);
- San Francesco e la predica agli uccelli, Sant'Antonio ora pro nobis, I quattro Evangelisti e i loro simboli chiesa dei Cappuccini di San Gregorio Taumaturgo, Condino (TN), 1948.

### Grafica
- Il trapezio, 1956;
- Locomotiva, 1957;
- Maschere, 1959;
- La ragazza del tiro a segno, 1966;
- Composizione in azzurro n.2, 1977

### Scultura
- Angeli, 1944, bronzo fuso, 42 x 14 x 16 cm, statue delle due acquasantiere e Via Crucis, 1944, terracotta modellata, chiesa di Santo Stefano a Cloz (TN);[4]
- San Giovanni Battista, 1944, bronzo fuso, 81 x 22 x 19 cm, statua del fonte battesimale della chiesa di Santa Maria Assunta a Cles (TN);[10]
- Via Crucis, 1946, terracotta modellata, 26 x 35 cm, chiesa di Santa Maria delle Grazie a Cles (TN);[6]